# Tennessee Valley Railroad Museum
| Ein Zug des TVRM mit der Lok Nr. 1824 |                      |                                    |                                    |
| Streckenlänge: | 4,9 km               |                                    |                                    |
| Spurweite: | 1435 mm (Normalspur) |                                    |                                    |
| Minimaler Radius: | 96 m                 |                                    |                                    |
| |                      |                                    |                                    |
| \| \| \| Verbindung zur CSX nach Cleveland \| \| \| \| 0,0 \| Beginn der TVRM Strecke \| Beginn der TVRM Strecke \| \| \| \| Gleisdreieck \| \| \| \| 0,4 \| Grand Junction/Museum \| 215 m ü. M. \| \| \| \| Chickamauga Creek (110 m) \| \| \| \| 1,2 \| Ausweichstelle \| Ausweichstelle \| \| \| \| W&A Subdivision der CSX \| \| \| \| \| Allied Metal \| \| \| \| \| Tunnel Boulevard(45 m) \| \| \| \| \| Missionary Ridge Tunnel (301 m) \| \| \| \| \| Abzweigung zum CSX Wauhatchie Yard \| \| \| \| 4,9 \| East Chattanooga, Werstatt \| 222 m ü. M. \| \| [1] \| \| \| \| |                      |                                    |                                    |
| Abzweig geradeaus und nach rechts |                      | Verbindung zur CSX nach Cleveland  | Verbindung zur CSX nach Cleveland  |
| Wechsel des Eisenbahninfrastrukturunternehmens | 0,0                  | Beginn der TVRM Strecke            | Beginn der TVRM Strecke            |
| Abzweig geradeaus, nach links und von links |                      | Gleisdreieck                       | Gleisdreieck                       |
| Bahnhof | 0,4                  | Grand Junction/Museum              | 215 m ü. M.                        |
| Brücke über Wasserlauf |                      | Chickamauga Creek (110 m)          | Chickamauga Creek (110 m)          |
| Dienststation / Betriebs- oder Güterbahnhof | 1,2                  | Ausweichstelle                     | Ausweichstelle                     |
| Kreuzung geradeaus oben |                      | W&A Subdivision der CSX            | W&A Subdivision der CSX            |
| Abzweig geradeaus und nach rechts |                      | Allied Metal                       | Allied Metal                       |
| Brücke |                      | Tunnel Boulevard(45 m)             | Tunnel Boulevard(45 m)             |
| Tunnel |                      | Missionary Ridge Tunnel (301 m)    | Missionary Ridge Tunnel (301 m)    |
| Abzweig geradeaus und nach rechts |                      | Abzweigung zum CSX Wauhatchie Yard | Abzweigung zum CSX Wauhatchie Yard |
| Kopfbahnhof Streckenende | 4,9                  | East Chattanooga, Werstatt         | 222 m ü. M.                        |
| [ 1 ] |                      |                                    |                                    |

| Ausflugsstrecke zum Hiwassee Lopp und nach Copperhill |                      |                                     |                                     |
| Streckenlänge: | 75,6 km              |                                     |                                     |
| Spurweite: | 1435 mm (Normalspur) |                                     |                                     |
| Maximale Neigung: | 11,2 ‰               |                                     |                                     |
| Minimaler Radius: | 95 m                 |                                     |                                     |
| |                      |                                     |                                     |
| \| \| \| Verbindung zur CSX nach Knoxville \| \| \| \| 0,0 \| Delano \| 232 m ü. M. \| \| \| \| Spring Creek (38 m) \| \| \| \| \| Hiwassee River (346 m) \| \| \| \| \| Big Lost Creek (58 m) \| \| \| \| 12,7 \| Probst Ausweichstelle \| Probst Ausweichstelle \| \| \| 24,6 \| McFarland Ausweichstelle \| McFarland Ausweichstelle \| \| \| 27,4 \| Apalachia Ausweichstelle \| 383 m ü. M. \| \| \| \| State Route 68 \| \| \| \| \| Hiwassee Loop \| \| \| \| \| \| \| \| \| \| State Route 68 \| \| \| \| 40,2 \| Farner Ausweichstelle \| 484 m ü. M. \| \| \| \| 3× Turteltown Creek \| \| \| \| \| 6× Negro Creek \| \| \| \| \| 5× Belcher Creek \| \| \| \| \| Brush Creek \| \| \| \| \| U.S. Highway 64 \| \| \| \| \| Cherokee Trail \| \| \| \| \| Wolkertown Branch \| \| \| \| \| North Potato Creek (19 m) \| \| \| \| \| Davis Mill Creek \| \| \| \| 75.6 \| Copperhill (Tennessee) \| 444 m ü. M. \| \| \| \| Ocoee River / Ende der TVRM Strecke \| \| \| \| \| McCaysville (Georgia) \| \| \| \| \| Blue Ridge Scenic Railway \| \| \| [2] \| \| \| \| |                      |                                     |                                     |
| Strecke |                      | Verbindung zur CSX nach Knoxville   | Verbindung zur CSX nach Knoxville   |
| Haltepunkt / Haltestelle | 0,0                  | Delano                              | 232 m ü. M.                         |
| Brücke über Wasserlauf |                      | Spring Creek (38 m)                 | Spring Creek (38 m)                 |
| Brücke über Wasserlauf |                      | Hiwassee River (346 m)              | Hiwassee River (346 m)              |
| Brücke über Wasserlauf |                      | Big Lost Creek (58 m)               | Big Lost Creek (58 m)               |
| ehemaliger Dienststation / Betriebs- oder Güterbahnhof | 12,7                 | Probst Ausweichstelle               | Probst Ausweichstelle               |
| ehemaliger Dienststation / Betriebs- oder Güterbahnhof | 24,6                 | McFarland Ausweichstelle            | McFarland Ausweichstelle            |
| ehemaliger Dienststation / Betriebs- oder Güterbahnhof | 27,4                 | Apalachia Ausweichstelle            | 383 m ü. M.                         |
| Brücke |                      | State Route 68                      | State Route 68                      |
| Strecke von links · Strecke nach links und von rechts · Strecke von rechts |                      | Hiwassee Loop                       | Hiwassee Loop                       |
| Strecke nach links · Kreuzung geradeaus oben · Strecke nach rechts |                      |                                     |                                     |
| Strecke mit Straßenbrücke |                      | State Route 68                      | State Route 68                      |
| Haltepunkt / Haltestelle | 40,2                 | Farner Ausweichstelle               | 484 m ü. M.                         |
| Brücke über Wasserlauf |                      | 3× Turteltown Creek                 | 3× Turteltown Creek                 |
| Brücke über Wasserlauf |                      | 6× Negro Creek                      | 6× Negro Creek                      |
| Brücke über Wasserlauf |                      | 5× Belcher Creek                    | 5× Belcher Creek                    |
| Brücke über Wasserlauf |                      | Brush Creek                         | Brush Creek                         |
| Strecke mit Straßenbrücke |                      | U.S. Highway 64                     | U.S. Highway 64                     |
| Brücke |                      | Cherokee Trail                      | Cherokee Trail                      |
| Brücke über Wasserlauf |                      | Wolkertown Branch                   | Wolkertown Branch                   |
| Brücke über Wasserlauf |                      | North Potato Creek (19 m)           | North Potato Creek (19 m)           |
| Brücke über Wasserlauf |                      | Davis Mill Creek                    | Davis Mill Creek                    |
| Haltepunkt / Haltestelle | 75.6                 | Copperhill (Tennessee)              | 444 m ü. M.                         |
| Grenze |                      | Ocoee River / Ende der TVRM Strecke | Ocoee River / Ende der TVRM Strecke |
| Haltepunkt / Haltestelle |                      | McCaysville (Georgia)               | McCaysville (Georgia)               |
| |                      | Blue Ridge Scenic Railway           |                                     |
| [ 2 ] |                      |                                     |                                     |

Das Tennessee Valley Railroad Museum (TVRM) ist ein Eisenbahnmuseum und eine Museumseisenbahn in Chattanooga (Tennessee). Das Museum wurde 1961 als Ortsgruppe der National Railway Historical Society von Paul H. Merriman und Robert M. Soule und weiteren Eisenbahnliebhabern gegründet. Das Museum bietet heute Ausflugszüge an, die von den Bahnhöfen in Chattanooga und vom 80 Kilometer entfernten Delano (Tennessee) starten.

## Geschichte
Als erste Bahngesellschaft erreichte die Western and Atlantic Railroad Chattanooga im Jahr 1850. Im Jahr 1858 folgte die East Tennessee, Virginia and Georgia Railroad. Daraufhin entwickelte sich die Stadt zum Eisenbahnknotenpunkt und Industriestandort. In den späten 1950er Jahren verlor die Eisenbahn aber an Bedeutung, denn der Auto- und Flugverkehr nahm stetig zu. So wurde der Personenverkehr in den 1960er Jahren schließlich eingestellt. Danach verminderte sich auch das Frachtaufkommen.

### Gründung des Tennessee Valley Railroad Museum
1960 schloss sich deshalb eine Gruppe von Ortsansässigen zusammen, die das Erbe der Eisenbahn nicht in Vergessenheit geraten lassen wollten. Daraufhin wurde 1961 das Museum, als Ortsgruppe der National Railway Historical Society, von Paul H. Merriman und Robert M. Soule und weiteren Eisenbahnliebhabern gegründet. Zu dieser Zeit begannen die Mitglieder damit, Dampflokomotiven und Personenwagen zu erwerben, die sonst verschrottet worden wären. Diese Sammlung war der Grundstock des Tennessee Valley Railroad Museums. Danach wurde damit begonnen die Fahrzeuge zu restaurieren und in Betrieb zu nehmen. Zu Anfang lagerte man sie auf einem Hof an der Holtzclaw Avenue in East Chattanooga. Bahngesellschaften, wie u. a. die Southern Railway, spendeten Waggons und so erweiterte sich die Sammlung stetig. Darüber hinaus spendete die SR 1969 auch ein Grundstück an der North Chamberlain Avenue und ein 2,5 Kilometer langes Stück Bahnstrecke der ehemaligen East Tennessee, Virginia und Georgia Railway (die 1894 in die Southern Railway eingegliedert wurde).
Zu dieser Strecke gehörte auch der 1858 fertiggestellte Missionary Ridge Tunnel, der im National Register of Historic Places aufgenommen wurde. Der Tunnel ist der Hauptgrund, warum die Strecke von der Southern Railway abgegeben wurde. Denn der Tunnel wurde zur Zeit des Eisenbahnbooms, auf der sonst zweigleisigen Strecke, zum Nadelöhr. Die Southern Railway erbaute dann eine 4,8 Kilometer lange Umfahrung und die Tunnelstrecke wurde aufgegeben.
Damals gab es vor Ort noch keine Eisenbahninfrastruktur. Mit der Hilfe von Freiwilligen wurde deshalb ein Rangierbahnhof, für die Lagerung und Reparatur der Fahrzeuge, errichtet. Und gleichzeitig die stillgelegte Bahnstrecke durch den Missionary Ridge Tunnel wieder aufgebaut. Die Strecke endete aber am Tunnel Boulevard, da die ursprüngliche Brücke über die Straße einige Jahre zuvor entfernt worden war.
Im Jahr 1970 öffnete das Museum seinen Standort in East Chattanooga für die Öffentlichkeit. Nun konnte das Museum auch historische Züge betreiben. Die Brücke über den Tunnel Boulevard konnte im Jahr 1977 wieder aufgebaut werden. Danach spendete die Southern Railway weitere 2,4 km stillgelegte Bahnstrecke und das Grundstück in Grand Junction. Dort wurden die Gleisanlagen und Gebäude in den 1980er Jahren weiter ausgebaut. Gleichzeitig konnten in East Chattanooga eine Werkstatt und Drehscheibe eingerichtet werden.
Im Jahr 2004 schlossen sich das Tennessee Valley Railroad Museum und die Tennessee Overhill Heritage Association zusammen, um Museumszüge auf einer Bahnlinie zwischen Delano und Copperhill (Tennessee) zu betreiben. Die gemeinnützige Association hatte die Strecke zwei Jahre zuvor von der CSX Transportation erworben, die die bahnhistorisch bedeutende Strecke 2001 stillgelegt hatte. Die Linie führt durch das Tal des Hiwassee River über eine doppelte Kehrschleife (dem Hiwassee Loop), hinauf bis zur Grenze von Georgia und wird heute ausschließlich vom TVRM befahren und betrieben.

## Heute
Das Tennessee Valley Railroad Museum sammelt, restauriert und betreibt heute weiterhin historische Fahrzeuge. Die Museumszüge verkehren auf der 4,9 Kilometer langen Strecke zwischen Grand Junction und East Chattanooga und auf der 75 Kilometer langen Strecke von Delano zum Hiwassee Loop und nach Copperhill. Das TVRM veranstaltet auch Ausflugsfahrten auf Strecken anderer Bahngesellschaften, darunter Züge zwischen Chattanooga und Chickamauga (Georgia) und von Chattanooga nach Summerville (Georgia).
Darunter Ausflugsangebote wie:
- Dinner-Züge
- Zug zum Hiwassee Loop
- Zug nach Copperhill
- Zug nach Chickamauga
- Dampfzug nach Summerville
- Züge zu Weihnachten und Silvester[7]

Ferner werden auch Güterzüge für einen Kunden an der museumseigenen Strecke in Chattanooga betrieben.

## Fahrzeuge
| Lokomotiven       |                              |                     |         |              | |      |
| Betriebs Nr.      | Hersteller                   | Achsfolge/Modell    | Baujahr | Seriennummer | Bemerkung | Bild |
| Dampflokomotiven  |                              |                     |         |              | |      |
| 10                | Baldwin Locomotive Works     | 2-8-2 Mikado        | 1920    | 53182        | Ehem. Kentucky and Tennessee Railway, seit 1965 beim TVRM, wartet auf optische Aufarbeitung.                                                                 |      |
| 349               | Baldwin Locomotive Works     | 4-4-0 American      | 1891    | 11994        | Ehem. Savannah and Western Railway Nr. 557, ehem. Central of Georgia Railway Nr. 349, seit 1987 beim TVRM, ist ausgestellt.                                  |      |
| 610               | Baldwin Locomotive Works     | 2-8-0 Consolidation | 1952    | 75503        | Ehem. United States Army Nr. 610, seit 1978 beim TVRM, bis 2010 in Betrieb, jetzt eingelagert und wartet auf Aufarbeitung.                                   |      |
| 630               | American Locomotive Company  | 2-8-0 Consolidation | 1904    | 28446        | Ehem. Southern Railway Nr. 630, in Betrieb. |      |
| 4501              | Baldwin Locomotive Works     | 2-8-2 Mikado        | 1911    | 37085        | Ehem. Southern Railway Nr. 4501, ehem. Kentucky and Tennessee Railway, in Betrieb.                                                                           |      |
| Diesellokomotiven |                              |                     |         |              | |      |
| 80                | Electro-Motive Division      | GP-38               | 1968    | 33802        | Ehem. Tennessee, Alabama und Georgia Railway Nr. 80, ehem. Southern Railway Nr. 2879, ehem. Norfolk Southern Railway Nr. 2879, 2015 restauriert, in Betrieb. |      |
| 109               | American Locomotive Company  | RS-3                | 1950    | 78247        | Ehem. Central of Georgia Railway Nr. 109, 1967 erworben, ist ausgestellt.                                                                                    |      |
| 200               | Baldwin Locomotive Works     | VO-1000RP           | 1941    | 64258        | Ehem. St. Louis–San Francisco Railway Nr. 200, ehem. United States Navy, 2015 erworben.                                                                      |      |
| 576               | Electro-Motive Diesel        | F7A                 | 1949    |              | Ehem. Chicago Northwestern Railroad Nr. 4073V, 2021 erworben.                                                                                                |      |
| 578               | Electro-Motive Diesel        | F7A                 | 1949    | 10151        | Ehem. Chicago Northwestern Railroad Nr. 4087C, 2021 erworben.                                                                                                |      |
| 606               | Electro-Motive Diesel        | SW1200              | 1954    | 20047        | Ehem. Chicago, Milwaukee, St. Paul und Pacific Railroad Nr. 606, ehem. United States Navy, seit 2015 beim TVRM, in Betrieb.                                  |      |
| 710               | Electro-Motive Diesel        | GP7                 | 1950    | 10551        | Ehem. Nashville, Chattanooga and St. Louis Nr. 710, ehem. Amtrak Nr. 772 dort zu GP9 aufgerüstet, beim TVRM 2004 aufgearbeitet, in Betrieb.                  |      |
| 913               | American Locomotive Company  | RS-1                | 1950    | 77848        | Ehem. Atlanta and St. Andrews Bay Railroad, ehem. Hartford and Slocomb Railroad Nr. 913, ist ausgestellt.                                                    |      |
| 1824              | Electro-Motive Diesel        | GP7L                | 1951    | 15694        | Ehem. United States Army Nr. 1824, ist eingelagert und außer Betrieb.                                                                                        |      |
| 1829              | Electro-Motive Diesel        | GP7                 | 1951    | 15699        | Ehem. United States Army Nr. 1829, in Betrieb. |      |
| 2594              | Electro-Motive Diesel        | GP30                | 1962    | 28564        | Ehem. Southern Railway, ehem. Norfolk and Western Railway, in Betrieb.                                                                                       |      |
| 3170              | Electro-Motive Diesel        | SD40                | 1971    | 37355        | Ehem. Southern Railway Nr. 3170, ehem. Norfolk Southern Railway, seit 2016 beim TVRM, ist ausgestellt.                                                       |      |
| 5000              | Electro-Motive Diesel        | GP38-2              | 1972    | 5809-1       | Ehem. Southern Railway, 2016 erworben, in Betrieb. |      |
| 5044              | Electro-Motive Diesel        | GP38-2              | 1973    | 7362-35      | Ehem. Southern Railway Nr. 5044, 2016 erworben, in Betrieb.                                                                                                  |      |
| 5109              | Electro-Motive Diesel        | GP38-2              | 1974    | 73752-2      | Ehem. Southern Railway Nr. 5109, 2017 erworben, in Betrieb.                                                                                                  |      |
| 6914              | Electro-Motive Diesel        | E8                  | 1953    |              | Ehem. Southern Railway Nr. 6914, ehem. New Jersey Transit Corporation Nr. 4330, wurde restauriert und soll wieder eingesetzt werden.                         |      |
| 7100              | American Locomotive Company  | S2                  | 1943    | 70225        | Ehem. United States Army Nr. 7100, 2019 erworben, ist eingelagert, außer Betrieb.                                                                            |      |
| 7467/36           | Baldwin Locomotive Works     | VO-1000             | 1943    | 67738        | Ehem. United States Air Force Nr. 7467, 1982 erworben und in den Farben der Nashville, Chattanooga and St. Louis Railway Nr. 36 lackiert, ist außer Betrieb. |      |
| 8669              | American Locomotive Company  | RSD-1               | 1945    | 72162        | Ehem. United States Army Nr. 8669, ehem. United States Air Force, wartet auf Aufarbeitung, ist ausgestellt.                                                  |      |
| F3060             | Fairbanks, Morse and Company | FM H-16-66          | 1958    | 16L1157      | Ehem. Tennessee Valley Authority, 2021 als Spende erhalten, ist ausgestellt.                                                                                 |      |
| [ 8 ] [ 9 ]       |                              |                     |         |              | |      |